# Wzgórza Dylewskie
Wzgórza Dylewskie – wzniesienia morenowe leżące w północnej części Garbu Lubawskiego, na wschód od Doliny Drwęcy.
Najwyższym wzniesieniem obszaru jest Dylewska Góra o wys. 312 m n.p.m., górująca ponad 100 m nad otoczeniem.

## Charakterystyka regionu
Powierzchnia wzniesień wynosi 1900 km². Jest to łuk wzniesień morenowych, zwrócony wypukłością ku północy poprzerywany obniżeniami. W podłożu znajdują się zdyslokowane iły trzeciorzędowe. W czasie ostatniego zlodowacenia region rozdzielał wiślański i mazurski płat lodowca skandynawskiego. Są tu nieliczne jeziora, największe występują na pd. skłonie obszaru: Dąbrowa Wielka, Rumian. Dominują tu gleby brunatne wytworzone z glin na północy i piaszczyste w centrum oraz na południu regionu.

## Zadrzewienie
Wzgórza pokryte bujnym lasem mieszanym, przez region przebiega północno-wschodnia granica występowania buka.